# جورج كووي
جورج كووي (بالإنجليزية: George Cowie)‏ (9 مايو 1961 في المملكة المتحدة - ) هو مدرب كرة قدم ولاعب كرة قدم بريطاني في مركز الدفاع. لعب مع دونفرملين أثلتيك وهارت أوف ميدلوثيان ووست هام يونايتد وForres Mechanics F.C. ‏ ونادي غرينوك مورتون وDeveronvale F.C. ‏.

## وصلات خارجية
- جورج كووي على موقع قاعدة بيانات كرة القدم.إي يو (الإنجليزية)
- جورج كووي على موقع عالم كرة القدم.نت (الإنجليزية)